# باشگاه والیبال ذوب‌آهن اصفهان
باشگاه والیبال ذوب‌آهن اصفهان یک باشگاه والیبال ایرانی است که تیم مردان آن در سال ۱۳۸۵ منحل شد. تیم زنان این باشگاه در حال حاضر آخرین قهرمان والیبال ایران است.

## دست‌آوردها
از افتخارات تیم مردان این باشگاه، می‌توان به عنوان سومی جام پاسارگاد در سال ۱۳۵۵، عنوان سومی لیگ دسته اول در سال‌های ۱۳۷۱ و ۱۳۷۴ و عنوان نایب قهرمانی لیگ دسته اول در سال‌ ۱۳۷۵ و نایب قهرمانی در اولین دوره لیگ برتر والیبال در سال ۱۳۷۶ و عنوان سومی در دومین دوره لیگ برتر در سال ۱۳۷۷ نام برد.
تیم زنان این باشگاه بین سال‌های ۱۳۸۴ تا ۱۳۸۸ پنج عنوان قهرمانی در لیگ برتر والیبال کسب کرده است و با  یک قهرمانی در سال ۱۳۹۷، سه نایب قهرمانی و یک عنوان سومی پرافتخارترین تیم رقابت های لیگ برتر والیبال است. تیم زنان این باشگاه با قهرمانی کشور در سال ۱۳۸۶ به عنوان اولین باشگاه والیبال زنان ایرانی به مسابقات باشگاهی بانوان در سطح آسیا اعزام شد.

### لیگ والیبال مردان ایران
- نایب قهرمانی: ۱۳۷۵، ۱۳۷۶
- سومی: ۱۳۵۵، ۱۳۷۱، ۱۳۷۴، ۱۳۷۷

### لیگ والیبال زنان ایران
- قهرمانی: ۱۳۸۴، ۱۳۸۵، ۱۳۸۶، ۱۳۸۷، ۱۳۸۸، ۱۳۹۷
- نایب قهرمانی: ۱۳۹۱، ۱۳۹۲، ۱۳۹۳، ۱۳۹۵، ۱۳۹۶
- سومی: ۱۳۹۰، ۱۳۹۴